# Sveta Ana
Sveta Ana (littéralement « Sainte Anne ») est une commune située dans la région historique de la Basse-Styrie au nord-est de la Slovénie.

## Géographie
La commune est localisée en Basse-Styrie au nord-est de la Slovénie. Elle fait partie de la région vallonnée dénommée Slovenske Gorice.

### Villages
Les localités qui composent la commune sont Dražen Vrh, Froleh, Kremberk, Krivi Vrh, Ledinek, Rožengrunt, Sv. Ana v Slovenskih Goricah, Zgornja Bačkova, Zgornja Ročica, Zgornja Ščavnica et Žice.

## Démographie
Entre 1999 et 2021, la population de la commune est restée stable avec une population légèrement supérieure à 2 000 habitants,.
Évolution démographique
| 1999  | 2000  | 2001  | 2002  | 2003  | 2004  | 2005  | 2006  | 2007  |
| ----- | ----- | ----- | ----- | ----- | ----- | ----- | ----- | ----- |
| 2 322 | 2 326 | 2 351 | 2 361 | 2 360 | 2 352 | 2 368 | 2 369 | 2 381 |
| 2008  | 2009  | 2010  | 2011  | 2012  | 2013  | 2014  | 2015  | 2016  |
| 2 338 | 2 368 | 2 370 | 2 338 | 2 337 | 2 342 | 2 330 | 2 325 | 2 319 |
| 2017  | 2018  | 2019  | 2020  | 2021  |       |       |       |       |
| 2 309 | 2 286 | 2 285 | 2 294 | 2 323 |       |       |       |       |